# Ка (кхмерская буква)
Ка — первая буква кхмерского алфавита, глухой велярный взрывной согласный, в качестве подписной буквы имеет вид .
В сингальском пали соответствует букве каянна, в бирманском пали соответствует букве каджи, в тайском пали — кокай (ก).

## Аккхаравитхи (грамматика)
- К — словообразовательный префикс прилагательных.
- Ка, кэть — словообразовательные полупрефиксы существительных.
- Ка — словообразовательный компонент (полусуффикс) со значением «дело», «работа».